# Фернандес, Роберто Хуниор
Робе́рто Ху́ниор Ферна́ндес То́ррес, более известный как Гати́то Ферна́ндес (исп. Roberto Junior «Gatito» Fernández Torres; род. 29 марта 1988, Асунсьон) — парагвайский футболист, вратарь клуба «Ботафого». Выступал за сборную Парагвая. Участник Олимпийских игр 2024 в Париже.
Сын парагвайского футболиста Роберто Фернандеса Роа, также вратаря.

## Клубная карьера
В 2007 году Фернандес начал свою карьеру в клубе «Серро Портеньо». Он сразу же завоевал место основного вратаря и в 2009 году помог команде выиграть парагвайскую Примеру. По окончании сезона Роберто перешёл в аргентинский «Эстудиантес» на правах аренды. В новом клубе он не смог выиграть конкуренцию за место в основе и по окончании сезона, не сыграв ни одного матча покинул команду. Фернандес решил остаться в Аргентины и вскоре был отдан в аренду в «Расингом» из Авельянеды. 8 августа 2010 года в поединке против «Олл Бойз» он дебютировал в аргентинской Примере. За «Расинг» Фернандес провел 15 матчей.
После Кубка Америки 2011 года Роберто на правах аренды перешёл в нидерландский «Утрехта». 22 октября в матче против «Херенвена» он дебютировал в Эредивизи. Фернандес не смог выиграть конкуренцию у Мишела Ворма и по окончании сезона вернулся в «Серро Портеньо».
Летом 2014 года Роберто перешёл в бразильскую «Виторию» из Салвадора. 24 августа в матче против «Фигейренсе» он дебютировал в бразильской Серии A. По итогам сезона команда вылетела из элиты, но Фернандес остался в клубе. В начале 2016 года Роберто присоединился к «Фигейренсе». 22 мая в матче против «Крузейро» он дебютировал за новую команду.
В начале 2017 года Фернандес перешёл в «Ботафого». 25 января в матче Лиги Кариока против «Мадурейры» он дебютировал за новый клуб.

## Международная карьера
В 2007 году Фернандес дебютировал за молодёжную сборную Парагвая на домашнем Чемпионате мира среди молодёжных команд. На турнир он поехал вместо травмированного Бласа Эрмосильо. В 2011 году Роберто выиграл серебряные медали Кубка Америки в Аргентине. На турнире он был резервным вратарем и не сыграл ни минуты. 14 августа 2013 года в товарищеском матче против сборной Германии Фернандес дебютировал за сборную Парагвая, заменив во втором тайме встречи Хусто Вильяра.
В 2019 году Фернандес во второй раз принял участие в Кубке Америки в Бразилии. На турнире он сыграл в матчах против сборных Катара, Аргентины, Колумбии и Бразилии. 
В 2024 году Фернандес был включён в заявку олимпийской сборной Парагвая на участие в Олимпийских играх в Париже. На турнире он сыграл в матчах против команд Японии, Израиля, Мали и Египта.

## Достижения
«Серро Портеньо»
- Победитель парагвайской Примеры (2) — Апертура 2009, Клаусура 2013

«Ботафого»
- Чемпион штата Рио-де-Жанейро — 2018

Парагвай
- Финалист Кубка Америки — 2011